# Deadly Premonition
Deadly Premonition ist ein Videospiel des japanischen Entwicklerstudios Access Games. Es wurde zuerst am 17. Februar 2010 in den USA veröffentlicht; die europäische Veröffentlichung erfolgte durch Rising Star Games am 29. Oktober 2010. Der kreative Kopf hinter den Designentscheidungen war Hidetaka „Swery 65“ Suehiro. In Europa und Nordamerika erschien lediglich eine Version für die Xbox 360, während in Japan auch eine PlayStation-3-Version mit dem Namen Red Seeds Profile erhältlich ist. 2013 folgte der Director’s Cut für den westlichen Markt. Deadly Premonition ist eines der ersten Survival-Horror-Spiele mit offener Spielwelt. Trotz qualitativer Unzulänglichkeiten genießt es Kultstatus.

## Handlung
Der Spieler spielt den FBI-Agenten Francis York Morgan, der bei einem Mord an einer jungen Frau, Anna Graham, in der Stadt Greenvale ermittelt. In der Stadt wird er vom Polizeichef George Woodman und seiner Kollegin Emily Wyatt empfangen. Diese erklären ihm die Hintergründe des Mordes, die bis zu dem Zeitpunkt herausgefunden worden sind. Im Lauf der Geschichte lernt der Spieler immer mehr von der Stadt und den Leuten kennen. Auch Zach, die zweite Persönlichkeit von York lernt der Spieler kennen. Oft ist nicht sicher, ob York mit Zach seine Persönlichkeit oder den Spieler selbst anspricht. Mehr und mehr Geheimnisse werden im Spiel aufgeworfen und schlussendlich gelöst. Man erfährt gegen Ende auch immer mehr Details aus Yorks Leben und sein Schicksal.

### Charaktere
Francis „York“ Morgan
York ist der Hauptcharakter der ganzen Geschichte. Er ist ein, zunächst unsympathisch wirkender, FBI-Agent, der den Zusammenhang zwischen diversen Morden und einem gewissen Fall in der Kleinstadt Greenvale finden soll. York arbeitet am liebsten allein, ist Kettenraucher und redet mit seinem zweiten Ich „Zach“. Dieser scheint sein bester Freund zu sein, der ihm aus einem traumatisierenden Kindheitserlebnis geholfen hat. Des Weiteren ist anzumerken, dass York eine auffällige Narbe im Gesicht hat, die vielen Bewohnern von Greenvale ins Auge sticht. York scheint generell ein sehr in sich gekehrter Mensch zu sein, der wenig über Privates redet.
Emily Wyatt
Emily ist der Hilfssheriff von Greenvale. Sie hat hellblonde Haare, eine helle Haut und ist von eher zierlicher Statur. Ihren Charakter könnte man als fürsorglich, liebevoll und hilfsbereit beschreiben. Zwischen ihr und FBI-Agent York baut sich von Beginn an eine besondere Spannung auf.
George Woodman
George ist der Sheriff von Greenvale. Er trägt einen Cowboyhut, hat einen gut getrimmten sogenannten Wallrosschnauzer und ist ziemlich groß. Er lehnt die Hilfe von York sofort ab und meint, York würde für die Aufklärung des Mordes an Anna Graham nicht benötigt.
Der Raincoatkiller
Der Raincoatkiller ist eine örtliche Legende, der zufolge ein Mann in einem langen roten Regenmantel, mit einer Axt bewaffnet und bei Regen junge Frauen umbringt.
Anna Graham
Anna wird tot und mit Blut überströmt an einem Baum gefesselt in der Anfangssequenz von Deadly Premonition gefunden. Ihr Mord ist der Grund, warum FBI-Agent York nach Greenvale kommt.
Isaach und Isaiah Ingram
Isaach und Isaiah Ingram sind die beiden Kinder, die Annas Leiche in der Anfangssequenz finden, während sie mit Jim Green durch den Wald laufen. Sie sind fasziniert von der Schönheit Annas. Die beiden sind Zwillinge.
Jim Green
Er ist der Förster von Greenvale und findet zusammen mit Isaach und Isaiah Ingram die Leiche von Anna Graham.

## Entwicklung
Die Entwicklung von Deadly Premonition begann 2004 unter dem Titel Rainy Woods. 2007 wurde es auf der Tokyo Game Show erstmals der Öffentlichkeit präsentiert. Rainy Woods sollte ursprünglich 2008 auf den Markt kommen, ein Großteil des Projekts wurde allerdings verworfen. Nach Neuausrichtung der Entwicklung wurde das Spiel 2010 als Deadly Premonition veröffentlicht.
Am 26. April 2013 erschien ein Director’s Cut für die PlayStation 3. Die Neuauflage enthält unter anderem verbesserte Grafik und Steuerung.
Im Juli 2013 startete Entwickler Rising Star auf Steam eine Greenlight-Kampagne für die Veröffentlichung einer Windows-Version zu Deadly Premonition, die erfolgreich beendet wurde. Die Windows-Version des Spiels erscheint ebenfalls als Directors Cut, erhält jedoch noch andere Extras, wie z. B. verbesserte Texturen. Die Veröffentlichung wurde für den 31. Oktober 2013 angekündigt. Der offizielle Release war dann am 29. Oktober 2013. Die PC-Veröffentlichung wurde für eine feste, nicht-konfigurierbare und niedrige Bildschirmauflösung kritisiert, ein Problem das durch einen inoffiziellen Fan-Patch gelöst wurde.

## Rezeption
Trotz schlechter Grafik und einer „Steuerung, die einen immer wieder zur Verzweiflung bringt“, kommt Carsten Görig für Spiegel Online zu der Einschätzung, dass es sich um ein „grandioses“ Spiel handelt. Das Spielgeschehen sei eine „Mischung aus japanischen Horrorfilmen, David Lynchs Twin Peaks und einer gehörigen Portion psychedelischer Träume“, die „von der ersten Minute an fesselt“.
Metacritic errechnet für Deadly Premonition Durchschnittswertungen von 68/100 (Xbox 360), 70/100 (PlayStation 3), 59/100 (Windows) und 70/100 (Nintendo Switch). IGN ist der Ansicht, Deadly Premonition hätte die schlechteste Grafik, die man auf einer Xbox haben kann und vergab 2 von 10 Punkten. GameSpot bewertete es mit 7 von 10 Punkten. 4Players beurteilte das Spiel mit der Note „Befriedigend“ und der Wertung 65 %. Die GamePro vergab 76 Prozent.
In Deutschland konnte das Spiel seine Popularität sprunghaft steigern, als es 2011 von den damaligen Game-One-Redakteuren Wolf Speer und Christian Gürnth auf der Game-One-Website in der Rubrik Knallhart durchgenommen vorgestellt wurde. Die beiden spielten Deadly Premonition komplett durch und veröffentlichen die Videos auf der Webseite. Die Redakteure bemängelten die ungenaue Steuerung und die veraltete Grafik, lobten das Spiel aber als ungewöhnlichen Geheimtipp.
Als „most critically polarizing survival horror game“ wurde Deadly Premonition ins Guinness-Buch der Rekorde eingetragen.

## Nachfolger
Im September 2019 kündigten Publisher Rising Star Games und Entwicklerstudio Toybox über Nintendo Direct die Fortsetzung Deadly Premonition 2: A Blessing in Disguise an. Der Nachfolger ist im Boston der Gegenwart angesiedelt und spielt aus der Sicht der FBI-Agentin Aaliyah Davis, Francis York Morgan kehrt hingegen als spielbarer Charakter in einer Rückblende zurück, welche die Vorgeschichte von Deadly Premonition in der auf New Orleans basierenden Stadt Le Carré erzählt. Hidetaka Suehiro ist abermals leitender Entwickler und Autor der Handlung. Anders als der Vorgänger setzt das Spiel auf Grafik im Cel-Shading-Stil. Deadly Premonition 2 ist am 10. Juli 2020 exklusiv für Nintendo Switch erschienen und polarisierte erneut die Fachpresse. Die schwache Technik stieß auf harsche Kritik, gelobt wurde die Geschichte.